# مرجان الغابة
مَرْجَان الغَابَة أو مَرْجَان الغَاب أو الصَنْدَل المَرْجَانِي (بالإنجليزية: Adenanthera pavonina)‏ نوع أشجار نفضية ذات لحاء لونه رمادي إلى لون بني فاتح. وأوراقها مستطيلة متعاقبة مركبة من 7 إلى 15 زوج وريقات، ويبلغ طولها من 1,5 إلى 4 سم وعرضها من 5 إلى 25 مم. وأزهارها ألوانها صفراء شاحبة. وثمارها عبارة عن سُنُف (أي أوعية بذور) معقفة، يبلغ طولها من 10 إلى 22,5 سم وعرضها من 7 إلى 10 مم، بها بذور كرويّة حمراء لماعة، يبلغ قطرها من 7 إلى 8 مم. يكثر مرجان الغابة في الهند وجنوب شرق الصين وماليزيا وجزر المحيط الهادي، حيث يستعمل خشبه كبديل لخشب شجر الصندل.